# Alchemilla vizcayensis
Alchemilla vizcayensis är en rosväxtart som beskrevs av S. Fröhner. Alchemilla vizcayensis ingår i släktet daggkåpor, och familjen rosväxter. Inga underarter finns listade i Catalogue of Life.